# Влада Дениса Звиздића
Влада Дениса Звиздића је био сазив Савета министара Босне и Херцеговине. Савет министара је формиран 31. марта 2015. године, након одржаних општих избора 2014. године, и трајала је до 23. децембра 2019. године

## Састав Владе
| Функција                                                               | Слика | Име и презиме     | Странка | Детаљи |
| ---------------------------------------------------------------------- | ----- | ----------------- | ------- | ------ |
| Председавајући Савета министара                                        |       | Денис Звиздић     | СДА     |        |
| Заменик председавајућег и министар спољне трговине и економских односа |       | Мирко Шаровић     | СДС     |        |
| Заменик председавајућег и министар трезора и финансија                 |       | Вјекослав Беванда | ХДЗ БиХ |        |
| Министри                                                               |       |                   |         |        |
| министар спољних послова                                               |       | Игор Црнадак      | ПДП     |        |
| министар безбедности                                                   |       | Драган Мектић     | СДС     |        |
| министарка одбране                                                     |       | Марина Пендеш     | ХДЗ БиХ |        |
| министар правде                                                        |       | Јосип Грубеша     | ХДЗ БиХ |        |
| министарка за људска права и избеглице                                 |       | Семиха Боровац    | СДА     |        |
| министар комуникација и транспорта                                     |       | Исмир Јуско       | СББ     |        |
| министар цивилних послова                                              |       | Адил Османовић    | СДА     |        |